# 教皇子午線

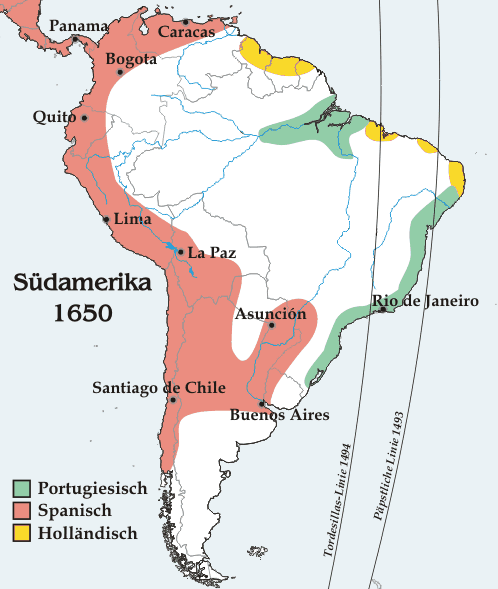
南アメリカの地図上に記した教皇子午線（右側）。翌年のトルデシリャス条約ではより西寄りの線に置き換えられた。

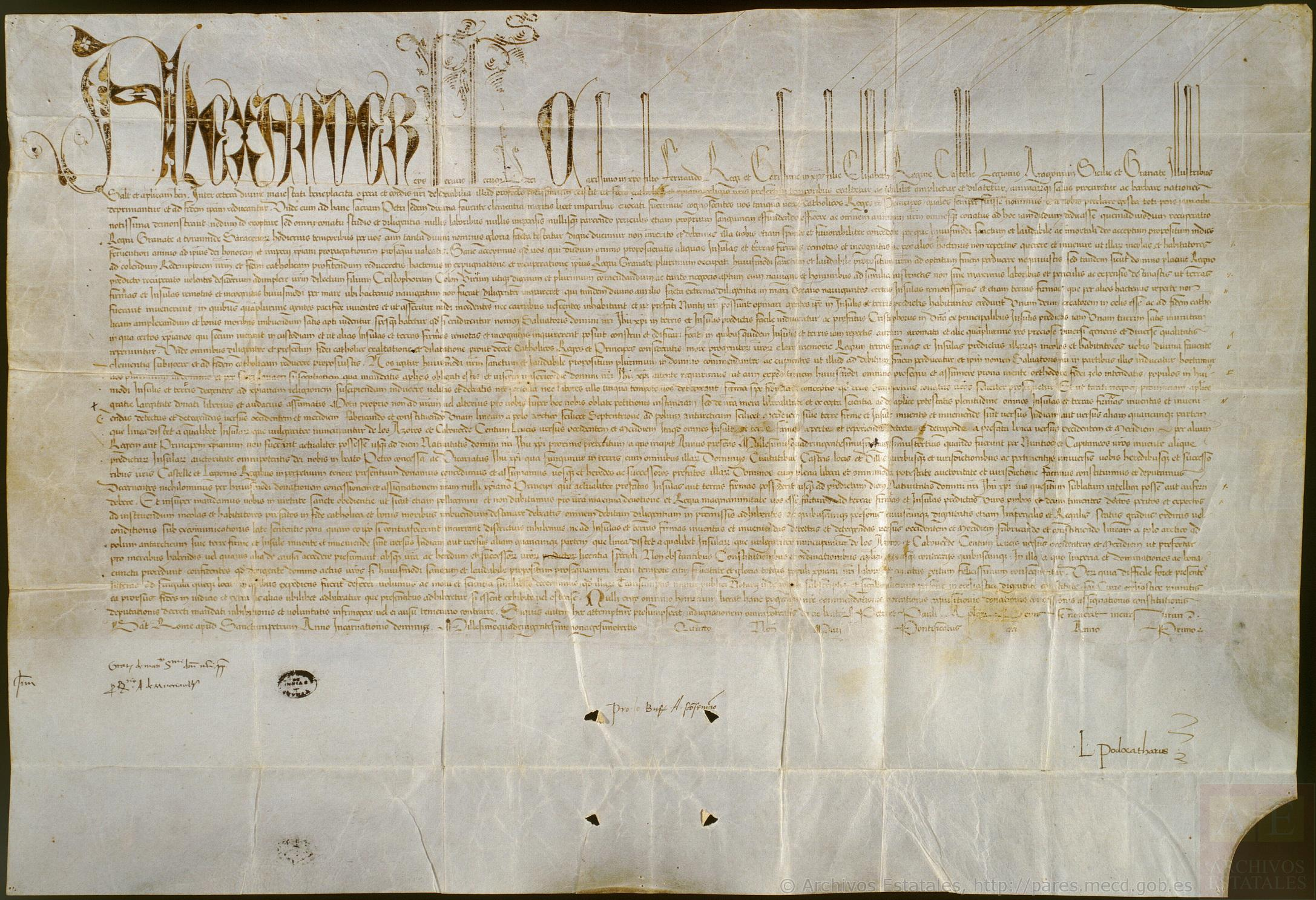
インテル・カエテラ

教皇子午線（きょうこうしごせん）は、1492年のクリストファー・コロンブスによる「アジア」到達の知らせを受けて、ローマ教皇アレクサンデル6世が1493年5月4日に発行した教皇勅書「インテル・カエテラ」(ラテン語: Inter caetera、贈与大勅書)によって規定された、ポルトガル・スペイン両国の勢力分界線である。アフリカのヴェルデ岬西方の子午線で、大西洋のアゾレス諸島とヴェルデ諸島の間の海上を通過する経線より東側をポルトガルの、その西側をスペインの勢力圏とした。

## 背景
1492年、コロンブスが西大西洋のアジア大陸と思われる地域に到達したことで、ポルトガルとスペインの不安定な関係が危ぶまれた。ジョアン2世が西方への航海のために艦隊を準備しているという知らせを受け、スペイン国王とスペイン女王は新しく発見された土地の所有権と統治権をめぐって外交協議を開始した。スペインとポルトガルの代表団は1493年4月から11月まで会合を開き議論を重ねたが、合意には至らなかった。
コロンブスはリスボンに滞在中、スペイン君主に成功の報告を送った。4月11日、スペイン大使は、スペイン人で前バレンシア行政官であったローマ教皇アレクサンデル6世にその知らせを伝え、スペインに有利な新しい教皇勅書を発行するように促した。当時、教皇アレクサンデル6世は教皇庁の支配者として、フェルディナンドのいとこであるナポリ王フェルディナンド1世との領土紛争中であったため、イザベラとフェルディナンドの要望には、もし必要と思えば先行する教皇勅書の一つを改定するという手紙をコロンブスに送る程度には友好的であった。
彼らはローマと緊密に連絡を取りながら、バルセロナにいた。カメラ・アポストリカ（教皇庁の行政システムにおける中央財政委員会）はスペイン裁判所の延長線上にあるようなもので、ポルトガルの請求権を事実上清算する勅書を次々と確保した。教皇アレクサンデル6世は1493年5月3日と4日に勅書を発布した。3番目の勅書であるインテル・カエテラは最初の2つの勅書に取って代わった。1493年9月26日の最後の勅令『Dudum siquidem』はインテル・カエテラを補足するものであった。

## 内容
この勅書はカトリック両王に対し、アゾレス諸島およびカーボベルデ諸島の子午線から100レグア西の子午線より「西と南」にある全ての土地を与えるというものである。
教皇の意図が両王への主権の「移譲」だったのか、封建領主として封じたものなのか、領主を叙任したものなのかは、現在でもはっきりしていない。この勅書の解釈については、発行以来、様々に議論されてきた。ある者は、この勅書は土地の所有と占有を合法的な主権に変えることを意味していたと主張している。別の者は、可能な限り広い意味で解釈し、スペイン（スペインの王権と征服者を含む）に完全な政治的主権を与えたと推論した。
インテル・カエテラと他の関連する勅書、特にDudum siquidemは「贈与の勅書」を構成している。これらの勅書はスペインとポルトガルの間の紛争を解決することを目的としていたが、宗教改革の後のその他の国による探検と植民地化には対応していなかった。
教皇アレクサンデル6世の教皇勅書には、ポルトガルとスペインの双方とも全く注意を払わなかった。その代わりに1494年のトルデシリャス条約を交渉し、線をさらに西に移動し、ポルトガルのカーボベルデ諸島の西370リーグの子午線とし、線の東に新たに発見されたすべての土地を明確にポルトガルに与えることになった。
1512年、ポルトガルが香料諸島を発見したことを受けて、スペインは1518年に教皇アレクサンデル6世が世界を2つに分けたという説を唱えたが、この頃までには他のヨーロッパ諸国は、教皇が新世界のような広い地域の主権を統括する権利があるという考え方を完全に拒否していた。スペイン国内でもフランシスコ・デ・ビトリアのような有力者がインテル・カエテラの有効性を否定していた。スペインはローマ教皇庁の教皇勅書に基づく領有権を放棄しなかったが、スペイン王家は大西洋の境界線をめぐってローマ教皇の制裁を求めることもしなかった。むしろスペインはポルトガルと直接交渉をすることを選んだ。

## その後
ファルコウスキー(2002)は、1537年6月2日にローマ教皇パウルス3世が公布した教皇勅書「スブリミス・デウス」はローマ教皇アレクサンデル6世の教皇勅書「インテル・カエテラ」を無効とする効果があったとしている。スブリミス・デウスは、ラス・カサスをはじめとする先住民の権利を支持する人々の間で拡散され、引用され続けた。